# Oljefisk
Oljefisk (Ruvettus pretiosus) är en fiskart som beskrevs av Cocco, 1833. Oljefisk ingår i släktet Ruvettus och familjen havsgäddefiskar. Inga underarter finns listade i Catalogue of Life.